# Arthur Eggeling
Arthur Paul Adolf Eggeling (8. April 1854 in Breslau – 30. März 1920 in Berlin-Pankow) war ein Theaterschauspieler und -regisseur.

## Leben
Eggeling war ein gewiegter Schauspieler, der auf eine erfolgreiche Theaterlaufbahn zurückblicken könnte. Er begann seine schauspielerische Tätigkeit 1886 in Posen, kam 1887 nach Moskau, 1888 nach Kiel, 1889 nach Düsseldorf, und schiffte sich 1890 nach Amerika ein, wo er acht Jahre verblieb. Er wirkte hauptsächlich in New York, woselbst er sowohl als Schauspieler wie als Regisseur sich namhafte Verdienste erwarb.
1898 kehrte er nach Europa zurück, war ein Jahr Mitglied des Carltheaters in Leipzig und folgte 1899 einem Rufe an das Grazer Landestheater, wo er als „Paul Roland“ in Mamsell Tourbillon debütierte.
Ab 1902 war er unter Anton Hartmann wiederum am Leipziger Schauspielhaus als Schauspieler und Oberspielleiter engagiert.
In humoristischen wie in ernsten Rollen erwies er seine Kunst. Er ist namentlich ein vorzüglicher Intrigantendarsteller. Als besonders gelungen wurden des Künstlers Molièr’sche Gestalten wie „Tartüffe“, „Geizige“ oder „Eingebildete Kranke“, die er höchst charakteristisch auseinanderzuhalten versteht, bezeichnet. Auch im modernen Lustspiel verschmäht er es, sich der herkömmlichen Schablone zu bedienen und erwies sich auch hier als stets origineller Künstler.
Nebst den bereits erwähnten charakteristischen Darbietungen seien noch namhaft gemacht: „Scharpf“ in Attachée, „Udaschkin“ in Graf Waldemar, „Mephisto“, „Vansen“, „Engstrand“ in Gespenster etc.